# Antu
Antu o Antun va ser, segons les mitologies sumèria i accàdia, la deessa consort d'An i mare d'Enlil. Es creu que era un dels noms amb els que es coneixia la deessa Ki.
Algunes fonts insinuen que era la mateixa persona que la deessa Nammu i, per tant, la mare d'Enlil, dels anunnaki, que eren déus o semidéus, dels Utukku, dimonis de l'inframón i dels Igigi, déus inferiors.
Va participar en la creació dels humans, modelant argila barrejada amb la sang d'un dels déus anomenat Kingu, juntament amb Enki, segons es diu als poemes accadis Enuma Elix i Atrahasis i també al poema sumeri Ziusudra, escrit a l'època de la Tercera dinastia d'Ur (2112 aC - 2004 aC). Amb el temps va perdre importància, i es va assimilar a la deessa Ixtar o Inanna, que el Poema de Guilgameix diu que era la seva filla.